# Jean Kambanda
Jean Kambanda (19 oktober 1955) is een Rwandees oorlogscrimineel en voormalig politicus. Hij was premier van Rwanda ten tijde van de Rwandese Genocide. Hij is het eerste en enige staatshoofd dat schuld bekend heeft aan het plegen van genocide sinds het verbod op genocide van de Verenigde Naties in 1951.

## Loopbaan
Kambanda is afgestudeerd binnen de commerical engineering en begon zijn loopbaan als een United Popular BPR-bankier en werkte later als voorzitter van die bank. Ten tijde van de crisis in april 1994 was hij vicepresident van de Butare sectie van de oppositie Democratic Republican Movement (MDR).
Op 26 juli 1993 riep Froduald Karamira een buitengewoon congres bijeen van de MDR (in strijd met de statuten) en fungeerde als congresvoorzitter. De aanwezige leden stemden om Faustin Twagiramungu uit de partij te zetten (217 stemmen voor, 201 tegen), benoemden Dismas Nsengiyaremye tot partijvoorzitter en Kambanda tot 'officiële' kandidaat voor het premierschap.
Op 9 april 1994 werd hij beëdigd als premier van Rwanda, twee dagen nadat de president en voormalig premier Agathe Uwilingiyimana was vermoord. De oppositie MDR was het premierschap beloofd in de overgangsregering door de Arusha-akkoorden, maar de baan ging voorbij aan de eerste keus (Twagiramungu) en werd dus gegeven aan Kambanda. Deze bleef premier gedurende de honderd dagen van de genocide tot 19 juli 1994. Gedurende de volkerenmoord zette Kambanda aan tot geweld met radioboodschappen als genocide is justified in the fight against the enemy, oftewel genocide is gerechtvaardigd in de strijd tegen de vijand. Na 19 juli vluchtte hij het land uit.

## Verantwoording voor misdaden
Kambanda werd op 18 juli 1997 gearresteerd in Nairobi en werd overgedragen aan het Rwanda-tribunaal. Dit bevond hem schuldig aan het distribueren van kleine wapens en munitie in Butare en Gitarama, wetende dat deze gebruikt zouden worden in de massamoorden. Hij werd schuldig bevonden nadat hij toegaf dat hij de aanzettingen tot moord op Radio Rwanda steunde en dat hij wapens distribueerde aan de milities. Hij gaf toe dat de regering de genocide vooraf had georganiseerd.
Op 4 september 1998 veroordeelde het Rwanda-tribunaal Jean Kambanda tot levenslang voor:
- genocide en toestemming om genocide te plegen
- het openlijk aanzetten tot het plegen van genocide
- de genocide gesteund te hebben
- het falen om in zijn rol als premier de genocide te voorkomen
- twee misdaden tegen de menselijkheid

Kambanda zit tegenwoordig gevangen in Mali.